# Пренестинская фибула
Пренестинская фибула (Praeneste fibula) — золотая застёжка (фибула), датированная примерно 600 годом до н. э. Главной особенностью фибулы является надпись на архаической латыни — один из древнейших образцов текста на этом языке. Подлинность найденной в конце XIX века фибулы неоднократно оспаривалась, однако анализ, проведённый в 2011 году, подтвердил подлинность изделия «вне всяких сомнений».
В настоящее время хранится в Музее Пигорини в Риме (Италия).

## История
Золотая фибула была представлена общественности немецким археологом и антиковедом Вольфгангом Гельбигом в 1887 году, первоначально без каких бы то ни было указаний на происхождение находки. Позднее он утверждал, что купил фибулу у своего друга, а также что она была украдена из гробницы Бернадини (итал. Tomba Bernardini) в Палестрине (Пренесто), к востоку от Рима. Богатая археологическими находками гробница была открыта в 1851 году, раскопки начались в 1871-м. Именно этой версии фибула обязана своим названием. До 1919 года фибула не была помещена в опись находок в гробнице Бернадини в связи с сомнениями в происхождении артефакта.
Фибулы этого типа, относящиеся к VII веку до н. э. и позднее, обнаруживались археологами в местностях Кьюзи, Лацио и Кампания.

## Надпись
Фибула длиной 10,7 см имеет на себе выгравированную следующую надпись на архаической латыни, написанную справа налево:
Транскрипция римскими буквами:
MANIOS MED FHEFHAKED NVMASIOI
Аналог на классической латыни с учётом изменения фонетики и грамматики:
MANIVS ME FECIT NVMERIO
Перевод:
Маний сделал меня для Нумерия